# Lythria numantiaria
Lythria numantiaria är en fjärilsart som beskrevs av Herrich-Schäffer 1852. Lythria numantiaria ingår i släktet Lythria och familjen mätare. Inga underarter finns listade i Catalogue of Life.